# جان بالانس
جان بالانس (انگلیسی: John Ballance؛ ۲۷ مارس ۱۸۳۹ – ۲۷ آوریل ۱۸۹۳) یک سیاست‌مدار اهل ایرلند بود.